# Olga Viloechina
Olga Gennadjevna Viloechina (Russisch: Ольга Геннадьевна Вилухина) (Mezjgorje, 22 maart 1988) is een Russische biatlete.

## Carrière
Bij haar wereldbekerdebuut, in maart 2009 in Chanty-Mansiejsk, scoorde Viloechina direct haar eerste wereldbekerpunten. Een dag na haar debuut behaalde ze haar eerste toptienklassering in een wereldbekerwedstrijd.
Op de wereldkampioenschappen biatlon 2012 in Ruhpolding veroverde de Russin de bronzen medaille op de 10 kilometer achtervolging, daarnaast eindigde ze als achtste op zowel de 15 kilometer individueel als de 10 kilometer sprint. Op de gemengde estafette eindigde ze samen met Olga Zajtseva, Dmitri Malysjko en Anton Sjipoelin op de vijfde plaats, samen met Svetlana Sleptsova, Olga Zajtseva en Anna Bogali-Titovets eindigde ze als zevende op de 4x6 kilometer estafette.

## Resultaten

### Wereldkampioenschappen
| Jaar | Plaats     | Resultaten |
| ---- | ---------- | --- |
| 2012 | Ruhpolding | 8e 15 km individueel · 8e 7,5 km sprint · 10 km achtervolging · 19e 12,5 km massastart · 7e 4x6 km estafette · 5e Gemengde estafette |

### Wereldbeker
Eindklasseringen
| Seizoen   | Algemeen | Individueel | Sprint | Achtervolging | Massastart |
| --------- | -------- | ----------- | ------ | ------------- | ---------- |
| 2008/2009 | 65e      | -           | 54e    | 54e           | -          |
| 2010/2011 | 66e      | 46e         | -      | 61e           | -          |
| 2011/2012 | 11e      | 13e         | 7e     | 10e           | 16e        |
| 2012/2013 | 12e      | 14e         | 12e    | 7e            | 15e        |
| 2013/2014 | 5e       | 29e         | 4e     | 4e            | 5e         |

Wereldbekerzeges
| Nr.        | Datum            | Plaats     | Onderdeel          |
| Estafettes | Estafettes       | Estafettes | Estafettes         |
| ---------- | ---------------- | ---------- | ------------------ |
| 1.         | 15 december 2011 | Hochfilzen | Gemengde estafette |
| 2.         | 4 februari 2012  | Oberhof    | 4x6 km estafette   |
| 3.         | 25 november 2012 | Östersund  | Gemengde estafette |